# Ляо Хой
Ляо Хой  (кит.: 廖辉, 5 жовтня 1987) — китайський важкоатлет, олімпійський чемпіон.

## Виступи на Олімпіадах
| Олімпіада  | Дисципліна      | Місце |
| ---------- | --------------- | ----- |
| Пекін 2008 | легка категорія | 1     |